# Macropsis furcapicea
Macropsis furcapicea är en insektsart som beskrevs av Dlabola 1994. Macropsis furcapicea ingår i släktet Macropsis och familjen dvärgstritar. Inga underarter finns listade i Catalogue of Life.